# Прюне (Верхняя Гаронна)
Прюне́ (фр. и окс. Prunet) — коммуна во Франции, находится в регионе Юг — Пиренеи. Департамент — Верхняя Гаронна. Входит в состав кантона Караман. Округ коммуны — Тулуза.
Код INSEE коммуны — 31441.

## География

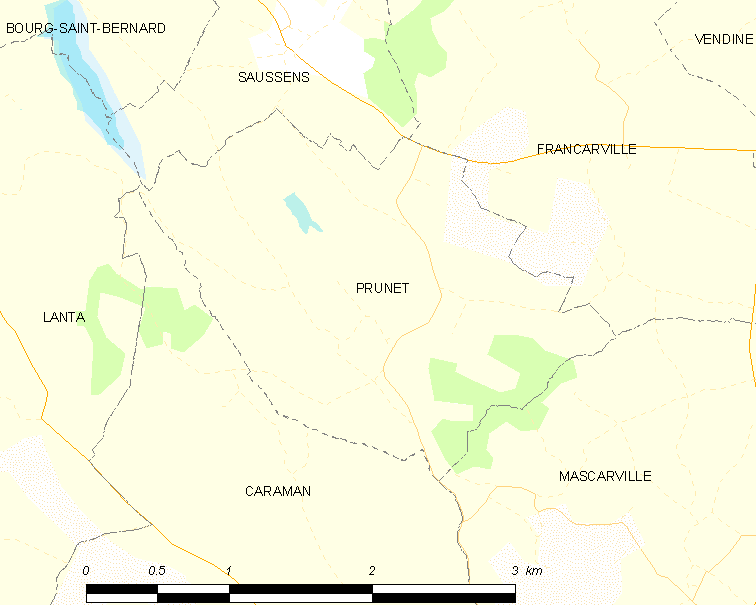
Карта коммуны

Коммуна расположена приблизительно в 590 км к югу от Парижа, в 24 км к востоку от Тулузы.

## Климат
Климат умеренно-океанический. Зима мягкая и снежная, весна характеризуется сильными дождями и грозами, лето сухое и жаркое, осень солнечная. Преобладают сильные юго-восточные и северо-западные ветры.

## Население
Население коммуны на 2010 год составляло 144 человека.
| 1962 | 1968 | 1975 | 1982 | 1990 | 1999 | 2010 |
| ---- | ---- | ---- | ---- | ---- | ---- | ---- |
| 93   | 87   | 83   | 80   | 111  | 134  | 144  |

## Администрация
| Период | Период | Фамилия     | Партия | Примечания |
| ------ | ------ | ----------- | ------ | ---------- |
| 1977   | 2014   | Эме Брас    |        |            |
| 2014   | 2020   | Тьерри Брас |        |            |

## Экономика
В 2010 году среди 95 человек трудоспособного возраста (15—64 лет) 78 были экономически активными, 17 — неактивными (показатель активности — 82,1 %, в 1999 году было 80,9 %). Из 78 активных жителей работали 69 человек (39 мужчин и 30 женщин), безработных было 9 (3 мужчин и 6 женщин). Среди 17 неактивных 6 человек были учениками или студентами, 8 — пенсионерами, 3 были неактивными по другим причинам.

## Достопримечательности
- Церковь Св. Мартина